# Symplocarpe
Genre
Classification phylogénétique
Symplocarpus un genre de la famille des Araceae qui pousse dans les milieux humides. Les espèces sont distribuées dans le nord-est de l'Amérique et le nord-est de l'Asie.

## Dénominations
Du grec symplokos, connecté, et karpos, fruit, le nom fait référence à la fructification, un spadice couvert de fruits serrés les uns contre les autres.
Les plantes de ce genre sont souvent appelés "chou puant" en raison de l'odeur fétide que dégage l'inflorescence.

## Caractéristiques
Plante au rhizome court, épais et vertical. Les feuilles larges, ovées ou cordées, apparaissent après la floraison. Elles sont nombreuses, pétiolées et nervées. La floraison, dont le pédoncule est souvent souterrain, apparaît au niveau du sol, entre la fin de l'hiver et le début du printemps, selon les espèces et leurs localités. Elle prend la forme d'une spathe épaisse, courte et trapue, dont la couleur varie entre le jaune verdâtre et le rouge foncé. À l'intérieur de la spathe se développe un spadice court, de forme ovale à globulaire.Les fleurs sont bisexuées et portent quatre étamines,. Les fruits sont des baies sphériques immergées dans le tissu du spadice.

## Liste d'espèces
- Symplocarpus egorovii N.S.Pavlova & V.A.Nechaev (Sibérie)
- Symplocarpus foetidus (L.) Salisb. ex W.P.C.Barton (Est de l’Amérique du Nord)
- Symplocarpus nabekuraensis Otsuka & K.Inoue (Japon)
- Symplocarpus nipponicus Makino (Asie orientale)
- Symplocarpus renifolius Schott ex Tzvelev (Asie orientale)

## Écologie
En Amérique du Nord, les symplocarpes sont parmi les premières plantes à fleurir au printemps. Les spathes apparaissent souvent au travers de la neige fondante. Tant en Amérique qu'en Asie, la plante dégage de la chaleur au moment de sa floraison et la température près des inflorescences peut être 25°C au-dessus de la température ambiante.